# Dentinkanälchen

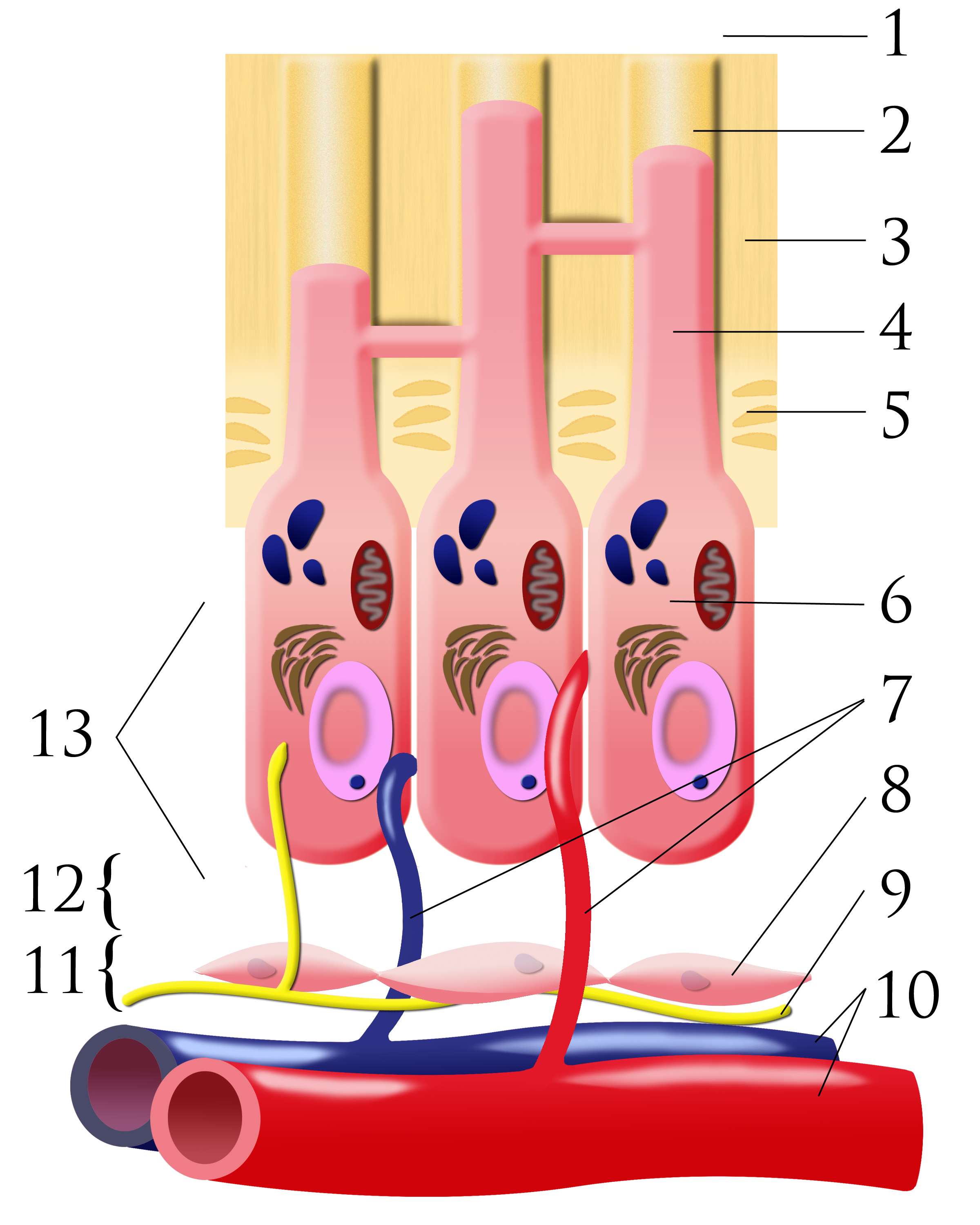
Pulpa-Dentin-Darstellung. 1) außerhalb des Zahnes/Zahnschmelzes 2) Dentin Tubuli 3) Dentin 4) Odontoblastenfortsatz 5) Prädentin 6) Odontoblast 7) Kapillaren 8) Fibroblasten 9) Nerven 10) Arterien / Venen 11) zellreichen Zone 12) zellarme Zone 13) Pulpakammer

Dentinkanälchen (Dentintubuli) bezeichnen ca. 1–2 µm große Hohlräume, die das Dentin des Zahns von außen nach innen durchziehen.
Sie beherbergen die Tomes-Fasern der Odontoblasten sowie marklose Nervenfasern. Die Zellkörper der Odontoblasten befinden sich entlang der Dentin-Pulpa-Grenze und ihre Fortsätze reichen bis kurz unter die Schmelz-Dentin-Grenze. In den Dentintubuli befindet sich der Dentinliquor. Bewegungen des Dentinliquors sind ein wichtiger Faktor der Schmerzätiologie, die als hydrodynamische
Theorie bezeichnet wird.
Die Dentintubuli der beiden aneinandergrenzenden Dentinschichten kommunizieren nicht miteinander, dadurch ist die Verbindung der äußeren Dentintubuli zur Pulpa („Zahnnerv“) unterbrochen. Dies ist ein Schutz gegen das Einströmen von Agenzien (Säuren, Toxine) in das Pulpagewebe. Sie stehen mit Nervenendigungen über den Dentinliquor indirekt in Verbindung, so dass über die Dentinkanälchen Schmerz, Temperatur, Druck und andere Reize wahrgenommen werden können. Die Dichte der Kanäle nimmt mit zunehmendem Abstand von der Dentin-Pulpa-Grenze zur Zahnoberfläche hin ab.
Werden die Dentintubuli eröffnet, beispielsweise durch eine Zahnfraktur oder eine Präparation (Beschleifen) des Zahnes für eine Zahnfüllung oder Krone, dann spricht man von einer Dentinwunde. Nicht biokompatible Füllungsbestandteile können via Dentintubuli zu einer Pulpitis führen. Ebenso besteht ein Risiko der bakteriellen Kontamination, die ebenfalls zur Entzündung der Pulpa führen kann.
Empfindliche Zahnhälse entstehen ebenfalls über die Weiterleitung von Reizen, insbesondere von Kältereizen, über den Dentinliquor in den Dentinkanälchen. Die Temperaturänderungen werden über bestimmte Ionenkanäle (TRPC5) in den Odontoblasten detektiert.